# Vrasna
Vrasna (griechisch Βρασνά [vrasˈna] (n. pl.)) ist ein Stadtbezirk im Gemeindebezirk Agios Georgios der 2010 geschaffenen Gemeinde Volvi in der griechischen Region Zentralmakedonien. Sie besteht aus der Kleinstadt Nea Vrasna (2.556 Einwohner) sowie Vrasna (278 Einwohner) und Paliamela (45 Einwohner).
Vrasna liegt etwa 65 km östlich von Thessaloniki an den Berghängen des Kerdylio unmittelbar nördlich der Egnatia Odos, nur 2,5 Kilometer westlich der Anschlussstelle 27 Asprovalta/Vrasna. Eine der Hauptsehenswürdigkeiten ist der byzantinische Turm, direkt neben der orthodoxen Kirche Agios Georgios, der noch sehr gut erhalten ist. Etwa vier Kilometer östlich direkt am Strymonischen Golf liegen Nea Vrasna und Paralia Vrasnon. Durch die Küstenorte verläuft die Nationalstraße 2. Nach der Volkszählung 2011 hatte der Ort 2895 Einwohner.
Während die Einwohner Vrasnas ursprünglich an den Ausläufern des Kerdylio lebten, entwickelten sich seit 1960 an der Küste zwei weitere Ortsteile Nea Vrasna und Paralia Vrasnon (auch Kato Vrasna). Dabei profitierte Vrasna in den letzten Jahren auch an der touristischen Entwicklung der deutlich größeren und besser erschlossenen, beiderseitig am Wasser angrenzenden Orte Asprovalta und Stavros.
Der Strand von Nea Vrasna wird regelmäßig mit der Blauen Flagge ausgezeichnet.